# Philip Pargeter
Philip Pargeter (ur. 13 czerwca 1933 w Wolverhampton) – brytyjski duchowny rzymskokatolicki, w latach 1990-2009 biskup pomocniczy senior Birmingham.

## Życiorys
Święcenia kapłańskie przyjął 21 lutego 1959 w archidiecezji Birmingham. 20 listopada 1989 papież Jan Paweł II mianował go biskupem pomocniczym tej archidiecezji ze stolicą tytularną Valentiniana. Sakry udzielił mu 21 lutego 1990 Maurice Noël Léon Couve de Murville, ówczesny arcybiskup metropolita Birmingham. W czerwcu 2008 osiągnął biskupi wiek emerytalny (75 lat) i przedłożył papieżowi swoją rezygnację, która została przyjęta dopiero z dniem 31 lipca 2009. Od tego czasu pozostaje biskupem seniorem archidiecezji. 